# Svatý rok 1300
Svatý rok 1300 (1. řádné univerzální jubileum) je první ze Svatých roků, které se konaly v dějinách římskokatolické církve. Vyhlásil jej papež Bonifác VIII. bulou Antiquorum habet z 22. února 1300. Papež prohlásil rok 1300 za jubilejní a nařídil, že Římanům, kteří během roku navštíví baziliky svatého Petra a Pavla třicetkrát, budou uděleny plnomocné odpustky, zatímco poutníkům přicházejícím zvenčí Říma bude stačit patnáct návštěv.
Toho roku dorazily do Říma nejméně dva miliony věřících. Pozoruhodné bylo, že se tak dělo spontánně bez popudu ze strany církevní hierarchie. Giotto, který byl v té době pověřen vymalováním fresek v Loggii delle Benedizioni – neboli balkonu blahoslavenství – ve Vatikánu, byl jednou z významných osobností, které se spolu se slavným umělcem Cimabuem jubilea zúčastnily. Giottova starobylá freska připomínající tuto událost se dochovala v bazilice svatého Jana Lateránského.
A konečně mezi dalšími významnými osobnostmi, které toho roku přicestovali do Říma, byl téměř jistě i velký básník Dante Alighieri, který se v některých pasážích Božské komedie o jubileu zmiňuje. Mezi dalšími účastníky měl být i Karel de Valois, bratr francouzského krále.

## Původ putování
Viz též: Křesťanská pouť

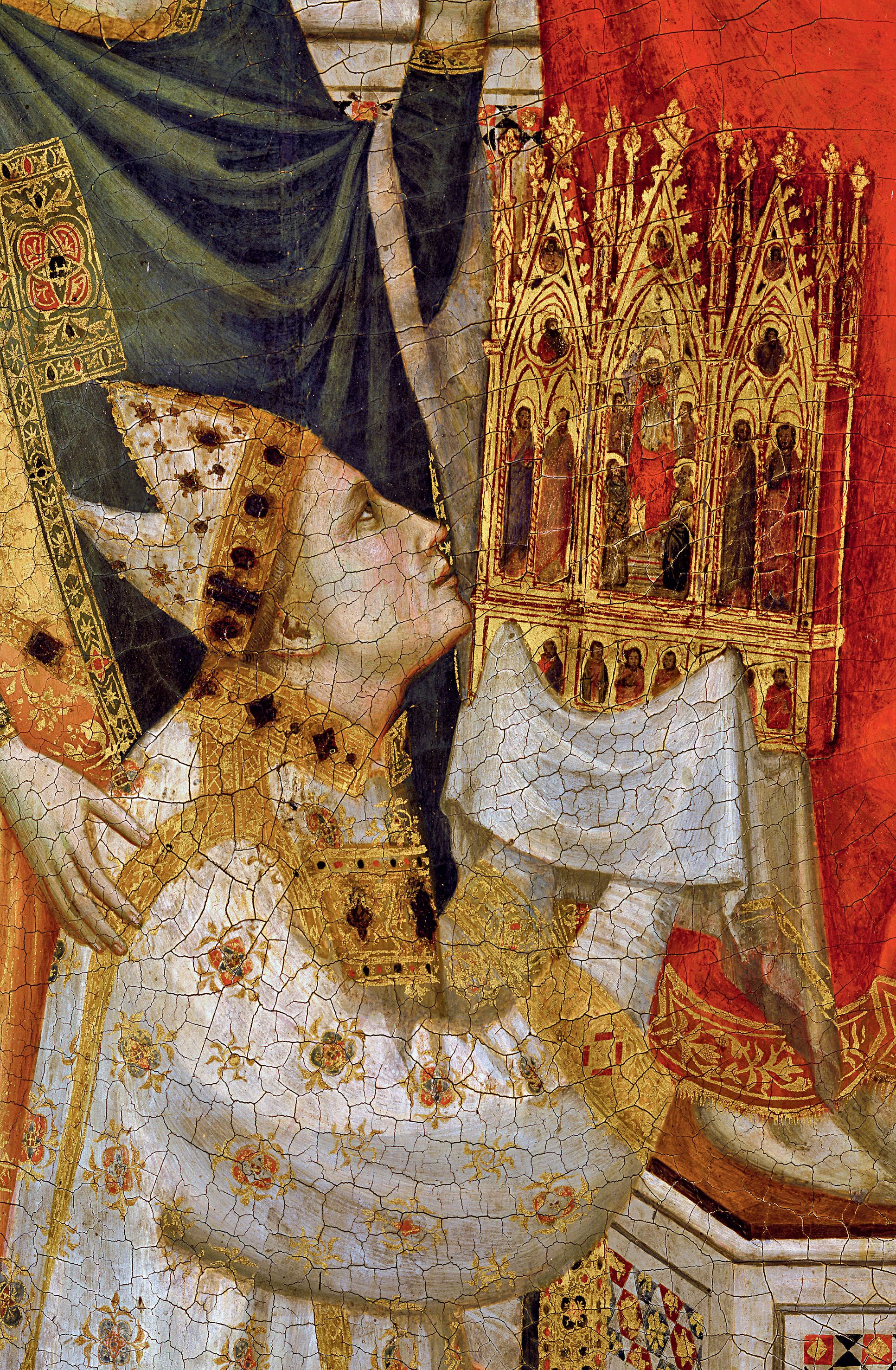
Kardinál Giacomo Gaetani Stefaneschi (asi 1270 – 1343), který ve spise Liber de Centesimo sive Jubileo podal zprávu o prvním římském jubileu konaném v roce 1300

Svatý rok má svůj podklad v židovské tradici ve starozákonní myšlence židovského jubilejního roku v knize Leviticus, který znamenal především osvobození z hmotného otroctví a slavil se každých 50 let. V současném judaismu se jubilejní rok nedodržuje. Tak číslo 50 vešlo i do křesťanské symboliky jako číslo odpuštění a z toho i běžná aplikace na den zrození církve, když po Nanebevstoupení Páně sestoupil Duch svatý na apoštoly v padesátý den po dokonání spásy lidstva – po Kristově slavném zmrtvýchvstání. Odtud se ujal i v latinské církvi pro Boží hod svatodušní řecký název pentecostes, prostě padesátý den. Je také pozoruhodné, že v kronice Albericha z Trois-Fontaines lze nalézt pod rokem 1208 (nikoli, budiž poznamenáno, 1200) stručný zápis: „Říká se, že tento rok se na římském dvoře slavil jako padesátý rok neboli rok jubilea a odpuštění.“
Ve středověku se vynořuje i před rokem 1300 padesátý rok jako rok napravování křivd a odpuštění. A tím se vysvětloval i původ prvního Milostivého léta v dějinách, vyhlášeného papežem Bonifácem VIII. v roce 1300, a to tak dlouho, než se našla stará knížka ručně psaná nedlouho po oné události, v níž očitý svědek kardinál Stefaneschi, patrně papežův příbuzný a významný právník, dopodrobna osvětluje celou událost. Na otázku, kdo vynalezl Svatý rok, z jeho vysvětlení vyplývá i jasná odpověď: Svatý rok nevynalezl nikdo. Svatý rok se objevuje nečekaně jako blesk z jasného nebe, jako přímý projev Boží vůle v jisté historické situaci, z neorganizovaného popudu křesťanských poutníků přišlých do Říma na pouť k hrobům apoštolů. Nebylo doby, kdy by křesťané neputovali na posvátná místa.
Tento zvyk, společný téměř všem náboženstvím, přejali i oni ze starozákonního zvyku putovat do Jeruzaléma. Pouze cíl byl jiný: na Východě i na Západě se scházeli, zvláště ve výroční den smrti, nad hroby mučedníků s prosbou o jejich přímluvu u Boha. Na Západě největší pouť, zvláště v době, kdy nebylo možno navštívit posvátná místa ve Svaté zemi, byla cesta do Říma k hrobům svatého Petra, jemuž Kristus dal klíče nebeského království, a učitele národů svatého Pavla a ostatních mučedníků, jejichž jména se denně opakovala v mešním kánonu a v litaniích. Pouť do Říma však nevrcholila ani prohlídkou těchto posvátných míst, uzavřených prostorami ozdobných bazilik, ani podívanou na nástupce svatého Petra a vikáře Kristova na zemi – na papeže – poněvadž nebyla myšlena ani jako výlet, ani jako turistický zájezd. Byl to skutek pokání za hříchy a viny zatěžující svědomí, který měl vrcholit, na přímluvu svatých apoštolů, odpuštěním.

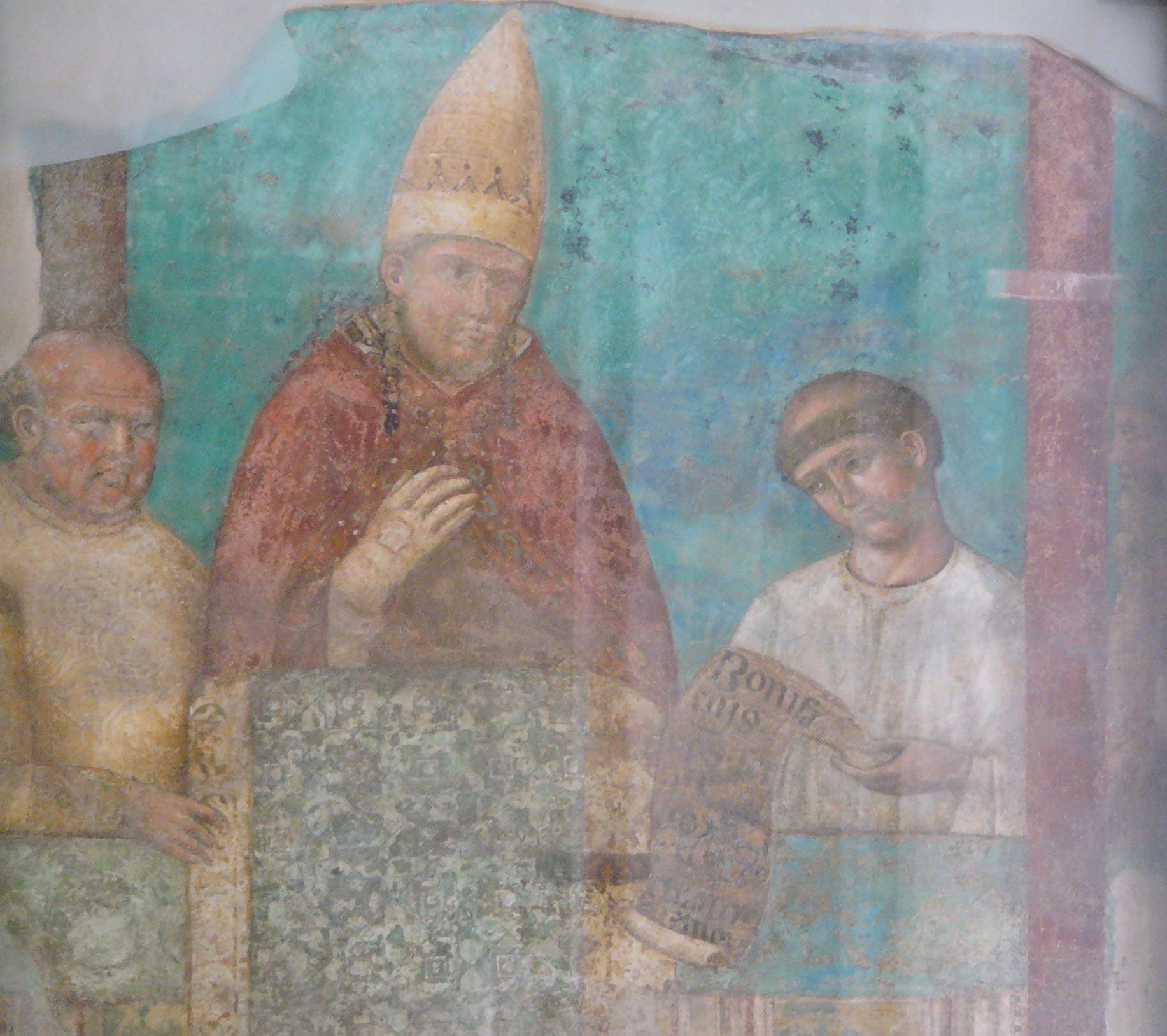
Na obrázku je středověká freska papeže Bonifáce VIII. Pochází ze starého Lateránského paláce. V současnosti se nachází v Lateránské bazilice. Obraz namaloval Giotto v letech 1298–1300.

Daleká cesta, většinou pěšky, neodradila nikoho. Jako by pohnuti Duchem svatým poutníci přicházeli do Říma i z nejzazších koutů křesťanské Evropy. Majetnější před odchodem dali sepsat poslední vůli, kdyby se domů už nevrátili. A mnozí, zvláště nemocní a slabí, umírali na dlouhé cestě, a tak pouť pozemská byla pro ně i poutí do nebeské vlasti. Koncem roku 1299 se scházelo do Říma mimořádně mnoho poutníků. Stejně jako před rokem 1000, i tehdy celý svět žil na přelomu století v napjatém očekávání, jako by v roce 1300 mělo dojít k něčemu velikému, k události, která změní směr dějin. Snad některé ovlivnila myšlenka na blízký konec světa a na nastávající příchod Kristův na konci časů, a proto se chtěli duchovně připravit pro den velkého oddělení dobrých a hříšných, ale všichni přišli z touhy po vnitřním míru a pokoji v srdci v době tak rozhárané. Není to žádný div, vždyť po léta všude řinčely jen zbraně: anglický král válčil s francouzským, v říši knížata a pretendenti na císařství, o Sicílii se rvali Anjouovci s Aragonci, Benátčané s Janovany byli nesmiřitelní nepřátelé a malé městské republiky na italském poloostrově nepoznaly nikdy skutečný mír.
I křesťanstvo bylo rozděleno uvnitř. Všude vystupovali násilně kacíři, praví i nepraví reformátoři, falešní i upřímní fanatici. Poutníci si chtěli tedy vyprosit ve své víře v Krista na přímluvu apoštolů v Římě mír a odpuštění, jež by jim ulehčily život a zbavily je strachu. Proto se šířila bez iniciativy papeže v různých zemích zvláštní atmosféra. Rozkřiklo se, že kdo ve stém roce vykoná pouť do Říma, dosáhne úplného odpuštění, a vzpomínalo se, že podobně tomu bylo už v roce 1200 a v každém stém roce od narození Spasitele. A tato myšlenka dala do pohybu masy poutníků zdáli i zblízka.

### Nástup 14. století

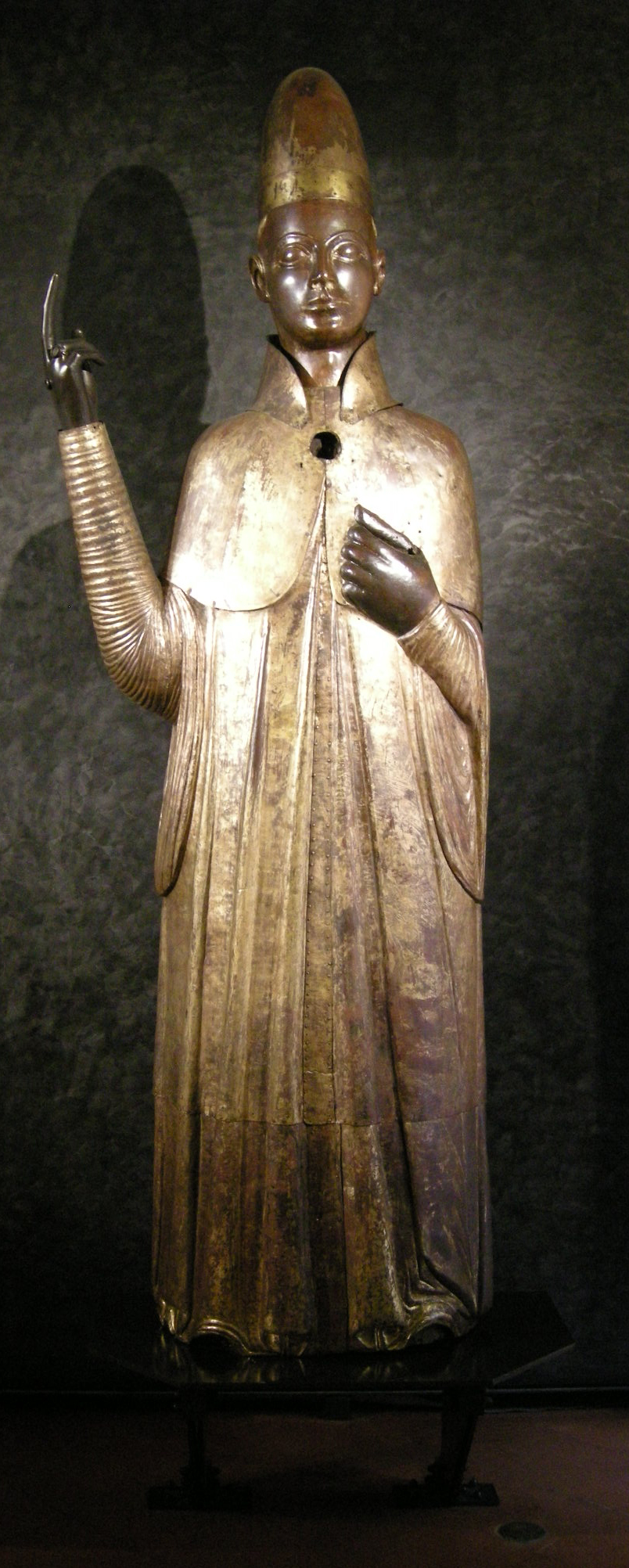
Bronzová socha Bonifáce VIII.

Nastal občanský počátek nového století. Celý den proběhl v obvyklém klidu. A pak došlo k něčemu, co popisuje kardinál Stefaneschi takto: „Věc podivuhodná; tajemství nového odpuštění zůstalo utajeno celý první leden: ale na sklonku dne, když se schylovalo k večeru a jakoby v půlnočním tichu, když se rozšířilo mezi Římany, ti se v houfech sbíhali k posvátné bazilice sv. Petra, tlačili se kolem oltáře, navzájem se odstrkovali, takže jen stěží se bylo možno přiblížit, jako by byli přesvědčeni, že v onen den, který měl zanedlouho skončit, měla vypršet i milost odpuštění, nebo aspoň větší milost. Nemohli bychom však bez nejistoty tvrdit, zdali se sběhli pod dojmem jednoho z ranních kázání v bazilice o stém roku čili jubileu, nebo zda sami od sebe, nebo dokonce - a to podle našeho mínění není vzdáleno pravdy - přilákáni pokynem z nebe, jež chtělo připomenout minulé oslavy stého roku a připravit další.“
Zástupy den co den však v bazilice vzrůstaly a přicházeli poutníci další. V den, kdy se tradičně odhaloval ve svatopetrské bazilice ostatek, o němž se věřilo, že to je pravá rouška Veroničina (sudarium), zástupy, podle svědectví kronikáře Ventury, volaly na papeže, který byl přítomen: „Svatý Otče, požehnej nám dříve, než se nás zmocní smrt. Víme od našich dědů, že každý křesťan, který ve stém roce navštíví těla svatých apoštolů Petra a Pavla, je osvobozen od své viny i trestu.“
Papež Bonifác VIII. byl muž silného charakteru; vedle sv. Řehoře VII. a Inocence III. patří k nejznámějším středověkým papežům. Byl velkorysý v plánování, přísný a odhodlaný v rozhodování, zvláště kde šlo o práva církve, a proto si nezískal u mocných tohoto světa než nenávist. Na duchovní prospěch církve byl citlivý a hlas prostých poutníků vzal velmi vážně, poněvadž byl muž, který se snažil chápat znamení doby. Ač překvapen, přece dal zkoumat staré doklady papežských archivů, jež by potvrdily tuto ústní tradici, ale nic se nenašlo. Dal tedy vyslechnout stařičké poutníky, některé až ze Savojska a Francie, kteří potvrdili jednohlasně, že už jejich otcové putovali v minulém stém roce do Říma získat skutečné odpustky Svatého roku.

## ZaloženíSvatého roku
Bonifác VIII. svolal tedy konzistoř kardinálů a rozhodl. Ve svátek Stolce sv. Petra, 22. února, oděn v papežská roucha, na balkóně svatopetrské baziliky spolu s přítomnými biskupy a kardinály a spolu se zástupy poutníků shromážděnéch dole naslouchal čtení jubilejní buly Antiquorum habet fida relatio, papežským jáhnem:

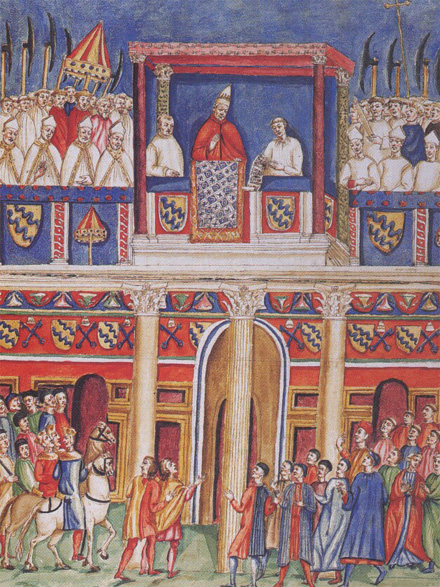
Papež Bonifác VIII. vyhlašuje jubileum 22. února 1300
(kopie původní Giottovy fresky)

| „ | Biskup Bonifác, služebník služebníků Božích, na trvalou památku. Věrohodné starobylé podání říká, že návštěvníkům úctyhodné baziliky v Římě, zasvěcené Knížeti apoštolů, byla udělena velká prominutí hříchů a hojné odpustky. My tedy, kteří z povinnosti uložené nám naším úřadem toužíme po spáse věřících a nadmíru rádi k ní přispíváme, všechna i jednotlivá taková prominutí a odpustky přijímáme a z nich se radujeme, je apoštolskou svou mocí stvrzujeme a schvalujeme a je obnovujeme a tímto listem je sdělujeme. - Aby však blažení apoštolové Petr a Pavel byli tím více uctěni, s čím větší zbožností věřící jejich baziliky navštíví, a z druhé strany aby věřící pocítili, že z takové návštěvy se jim dostalo hojnějších duchovních darů, My pro milosrdenství všemohoucího Boha, spoléhajíce na zásluhy a moc oněch apoštolů, na radu našich bratří a z plnosti své apoštolské moci udělujeme a udělíme ne pouze plné a hojnější, ale zcela úplné odpuštění všech hříchů těm, kdo v tomto nynějším roce tisíc tři sta, který začal o nedávném uplynulém svátku Narození našeho Pána Ježíše Krista, a v budoucnosti každý stý rok navštíví ony baziliky s opravdovou lítostí nad svými hříchy a když se z nich vyzpovídali ... V Římě, u Svatého Petra, 22. února, šestého roku Našeho pontifikátu | “ |

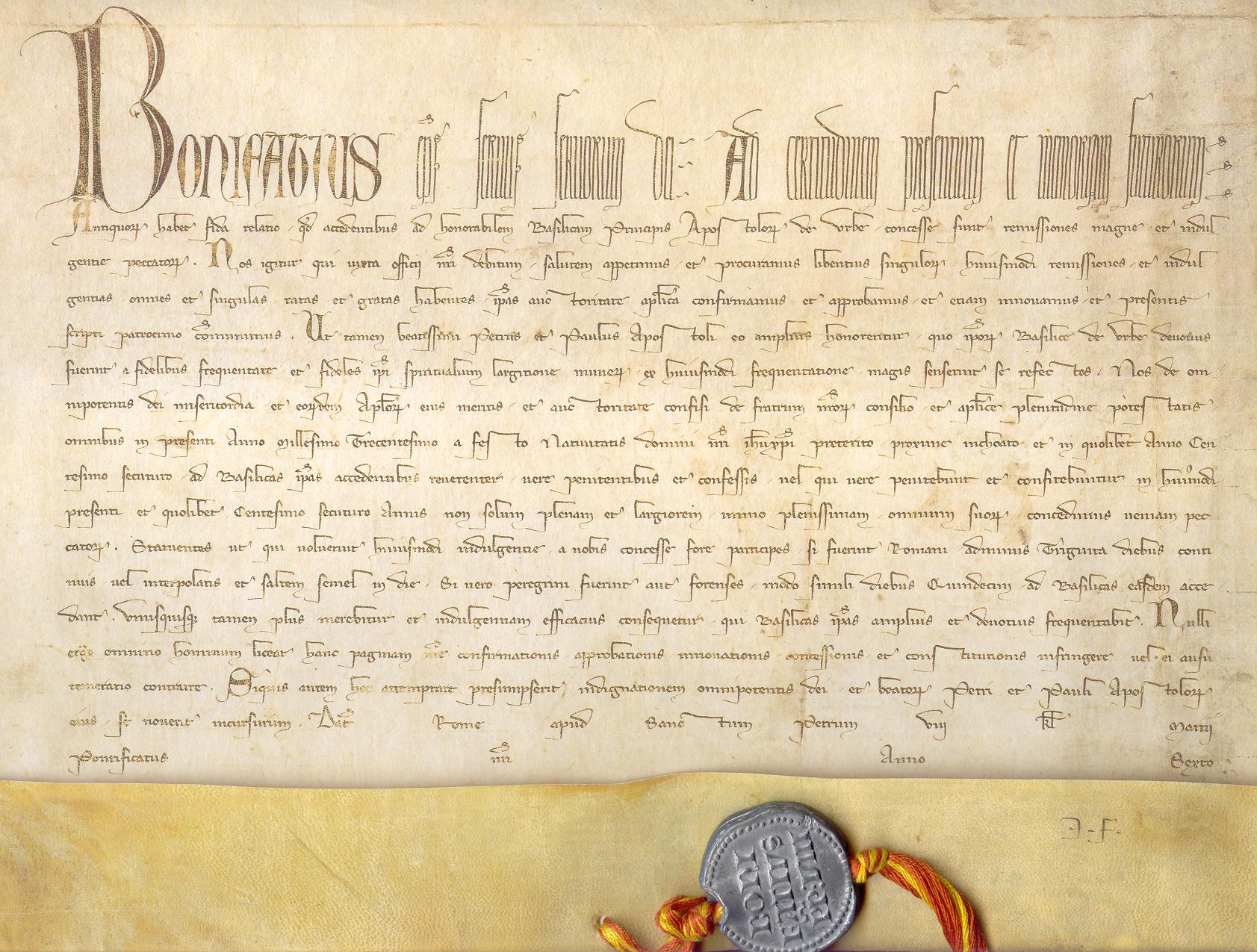
Bula Antiquorum habet fida relatio papeže Bonifáce VIII.

Aby měli poutníci text buly před očima, dal jej vrýt do mramorové desky, kterou umístili v předsíni tehdejší svatopetrské baziliky. Zachovala se vedle tzv. Svaté brány. Je to přesná, ale rychlá kamenická práce: střídají se na ní hustší a řidší řádky, písmena jsou nepravidelná, někdy i mylná, ale deska byla patrně chvatně zhotovena za 4 až 5 dní, aby snad tam byla umístěna již v den vyhlášení buly. Mezitím papežští písaři text rozepisovali a posílali biskupům do všech zemí. Neuvěřitelné nadšení, s jakým se hrnuly zástupy poutníků pěšky nebo na koních do Říma – byli mezi nimi staří i mladí, laici, duchovní, řeholníci i řeholnice – potvrdilo jen včasnost Bonifácova rozhodnutí. „Zdálo se, jako by po Via Claudia denně táhlo veliké vojsko,“ poznamenává parmský kronikář. Všechny domy v Římě byly zaplněny poutníky. Krajané čekali u bran města na své a uváděli je do ubytoven, ale ti často rovnou od bran běželi k Svatému Petru začít svou pouť, spočívající v třiceti pobožnostech v obou bazilikách. Kronikář Villani (asi 1280 – 1348) tvrdí, že v Římě bylo neustále na 200 000 poutníků a denně že se jich vystřídalo na 30 000, takže během Svatého roku jich připutovalo na 2 000 000, což před velkou morovou epidemií roku 1340–1350 není číslo přehnané.

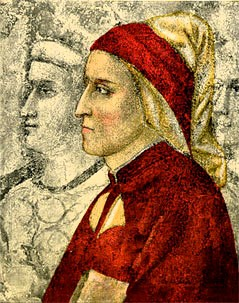
Giotto, Dante Alighieri (kolem roku 1320)

Tak veliké byly proudy lidí na mostě spojujícím město s bazilikou sv. Petra, že bylo třeba zavést dvousměrný provoz, jak se o tom zmiňuje očitý svědek - poutník, slavný italský básník Dante Alighieri, jemuž tento Svatý rok dal inspiraci k jeho nesmrtelné Božské komedii, když píše:
| „ | ... jak Římané to nařízení dali, že v Milostivém létě, v poutním čase, kdy velké davy po mostě se valí, proud jeden čelem k hradu ubírá se, k svatému Petru namířeno má-li, a proti němu druhý kráčí zase. (Peklo XVIII., v. 28-33) | “ |

„Římané pak při oné příležitosti, jak se ukázali způsobní, vychovaní, lidští!“ pochvaluje si kardinál Stefaneschi. Byl téměř zázrak, že byla hojná úroda předchozího roku, již dal papež skoupit z římského okolí, takže ani víno nikomu nechybělo, ani nikdo nehladověl, prý zásahem samého Krista, který pěti chleby nasytil pětitisícový zástup. Aby byl zajištěn pořádek a aby nezneužily Milostivého léta římské revoluční živly a mocní tohoto světa, Bonifác VIII. povolal z Orvieta tisíc ozbrojenců a celé jezdectvo, ale nebylo třeba se obávat: žádný král do Říma nepřiputoval. Někteří z nich ovšem nemohli, poněvadž byli výslovně vyňati ze získání odpustků: byli to nenapravitelní zločinci, jiní zarytí nepřátelé papeže a církve, a jiní, např. i „obchodníci se Saracény, poněvadž sami sebe učinili nehodnými odpustků.“
Proto byl první Svatý rok především rokem odpuštění Božímu lidu – prostým a chudým, kteří k oběti vnitřní připojili i oběť vnější. Nehledě na náklady a strasti cesty, vrhali spontánně k oltáři obou apoštolů peníze, takže celková suma dosáhla výše 30 000 florinů u Sv. Petra a 21 000 u Sv. Pavla. Bylo třeba dvou kleriků k roztřídění těchto mincí pocházejících ze všech evropských zemí. Ale byly to mince drobné – „groše chudých lidí“, jak se vyjádřil kardinál Stefaneschi. Za ně pak získal papež pozemky a usedlosti, z jejichž výnosu byly vyzdobeny a nadále udržovány obě baziliky.

### Rozdíl mezi odpuštěním hříchu a odpuštěním trestu za hříchy
Villani popisuje odpuštění spojené s tímto jubileem jako úplné a celé odpuštění všech hříchů – viny a trestu (it. di culpa e di pena). Zároveň si všímá velkého pokoje a pořádku, který při Svatém roku vládne, navzdory tomu, že v Římě pobývá průměrně dvě stě tisíc poutníků denně. Povšiml si také, že odpuštění je nejen od viny a trestu (lat. a culpa et a poena), jak se běžně používá při jubilejním roce či jiných podobných odpustkových událostech, ale že se nyní chápe jako plné odpuštění. Znamenalo to, že každý římský zpovědník má fakultu rozhřešovat ty hříchy, které byly předtím vyhraženy (rezervovány) pouze některým kněžím tzv. papežské rezerváty.
Tato svoboda volby zpovědníka byla považována za privilegium. Tato praxe ještě nebyla vědecky dostatečně zhodnocena a nebyla teology běžně využívána. Rozhodně to však neznamenalo, jak někteří později podsouvali, že by to znamenalo, že odpustek sám o sobě znamená odpuštění viny (za kterou člověk mohl být potrestán peklem), ale znamenalo to opuštění trestu za vinu (za což je člověk obvykle poslán do očistce). Vina je prominuta v katolické církvi na základě svátostného vyznání ve zpovědi tehdy, má-li lítost ze spáchaného hříchu. Papežové nikdy netvrdili, že by došlo k rozhřešení (absoluci) bez vyznání hříchů při zpovědi. „Všichni teologové“, jak poznamenává Maldonatus  (1533–1583), „jednomyslně bez jediné výjimky odpovídají, že odpustky jsou odpuštěním trestu za hříchy, nikoliv odpuštěním hříchů“.

## Zakončení Svatého roku
Přiblížil se Boží hod vánoční roku 1300 a zástupy hrnoucí se k oběma bazilikám se neztenčily. Poněvadž končil podle církevního zvyku rok tímto dnem, uzavíral se i Svatý rok, ale mnozí tvrdili, že odpustky bude možno získat až do 25. března dalšího roku, do dne, kdy se tehdy v některých zemích začínal nový rok. Aby vyhověl všem, Bonifác VIII. dal 25. prosince vyhlásit ve svatopetrské bazilice, že Milostivé léto v ten den končí, ale že všichni, kdo buď v Římě nebo cestou zemřeli, nebo z vážných důvodů předepsaný počet návštěv bazilik nemohli splnit, získali nicméně plné odpuštění.
První Svatý rok zanechal takový dojem v celém křesťanském světě, že jej nikdy nebylo možno z dějin vymazat.

#### Studie a články
- Anni Santi (Gli). Torino: [s.n.], 1934. (italsky)
- BARGELLINI, Piero. L'Anno Santo nella storia, nella letteratura e nell’ arte. Florencie: [s.n.], [1974]. 318 s. (italsky)
- CASTELLI, Giulio. Gli Anni Santi. Il grande perdono. Rocca S. Casciano: [s.n.], 1949. (italsky)
- CECCHETTI, I. The Sublime City. Washington – Řím: Frediani G, 1950. (anglicky)
- CECCHETTI, I. Roma nobilis. L’idea, la missione, le memoria. Il destino di Roma. Řím: Cechetti I., 1950. (italsky)
- Storia e typografia dell’ Anno Santo. Vatikán: Comitato centrale per l’Anno Santo, 1974. (italsky)
- DE BLASI, Jolanda. Giubileo. Racconto di sei secoli e mezzo (1300–1950). Florencie: Del Turco Ed., 1950. 624 s. (italsky)
- DI MEGLIO, S. Breve storia dell’Anno Santo. Siena: [s.n.], 1973. (italsky)
- DUMEIGE, G. L’accueil de Rome aux pelegrins du Jubilé de 1575 (přednáška v Centre d’Études saint Louis de France, 10. prosince 1974). [s.l.]: [s.n.] (francouzsky)
- DVPRÉ THESEIDER, E. Roma dal Comune del popolo alla Signoria pontificia (1252–1377). [s.l.]: [s.n.], 1952. (italsky)
- FRUGONI, A. La devozione dei Bianchi del 1399. In:  L’attesa dell’età nuova nella spiritualità della fine del medio evo. [s.l.]: Todi, 1962. S. 232–248. (italsky)
- GALUZZI, A. Gli Anni Santi nell’età moderna, v: Schede di storia della Chiesa nell’età moderna. Řím: [s.n.], 1994–19952. S. 265–324. (italsky)
- GORDINI, G. D. Storie dei pellegrini, di briganti e di anni santi, (Chiesa sotto inchiesta, 3). Torino: [s.n.], [1974]. (italsky)
- MARONI LOMBROSO, M; MARTINI, A. Le confraternite romane nelle loro Chiese. Řím: [s.n.], 1963. (italsky)
- MARTIRE, E. Santi e Birboni. Luci ed ombre nella storia dei giubilei. Milano: [s.n.], 1950. (italsky)
- MELIS, F. Movimenti di popoli e motivi economici nel giubileo del 1400; v: Miscellanea Gilles Gerard Meerseman, I,. Padova: [s.n.], 1970. S. 343–367. (italsky)
- Mostra documentaria degli Anni Santi (1300–1975). Vatikán: [s.n.], 1975. (italsky)
- PASTOR, L., von. Storia dei papi dalla fine del medio evo ..., 20 sv.. 1950–1963 (fototypické vyd. 1971). vyd. Řím: [s.n.] (italsky)
- POLC, Jaroslav Václav. De origine festi Visitazione. Řím: (Coronas Lateranensis, 9A), 1967. (italsky)
- POLC, Jaroslav Václav. La festa della Visitazione e il Giubileo del 1390. Rivista di storia della Chiesa in Italia 29. 1975, s. 149–172. (italsky)
- SCHMIDT, H. Bullarium Anni Sancti. Řím: [s.n.], 1949. (latinsky)
- SECRET, F. Le „Tractatus de anno Jubilaei de Lazaro da Viterbo. Grégoire XIII e la Kabbale chrétiénne, Rinascimento“, serie II., 6. 1966, s. 305–333. (italsky)
- Storia e topografia dell’Anno Santo. Vatikán: Comitato centrale per l’Anno Santo, 1974. (italsky)

#### Periodika
- Acta Sanctae Sedis (–1904). Acta Apostolicae Sedis. (–1904). (latinsky)
- Anno Santo, Řím. 1973–1975. (italsky)
- Civiltà Cattolica (La), Řím (italsky)
- Jubilaeum. Ephemerides Anni Sancti, Città del Vaticano. [1974/1975].
- Nový život, Řím
- L'Osservatore Romano, Città del Vaticano (italsky)